# Berliner Miniaturen
Berliner Miniaturen ist ein Dokumentarfilm des Deutschen Fernsehfunks von Rainer Pavel aus dem Jahr 1971.

## Handlung
Die Kamera zeigt die bekannten Seiten Ost-Berlins, so das Pergamonmuseum, die Staatsoper Unter den Linden, die Alte Nationalgalerie,  die Komische Oper, das Berliner Ensemble, die Staatsbibliothek Unter den Linden, den Friedrichstadt-Palast, die Humboldt-Universität, den Fernsehturm und das Brandenburger Tor. Alle Ziele sind empfehlenswert für die Berliner und ihre Besucher. Aber auch abseits dieser Superlative gibt es viele interessante Berliner Miniaturen, die bei diesem Ausflug besucht werden. 
Im Märkischen Museum ist eine Ausstellung zu besichtigen, die die Vorgänger der Schallplattenspieler und Tonbandgeräte zeigt, die sogenannten Automatophone. Diese wertvolle Sammlung beinhaltet viele Stücke aus dem 19. Jahrhundert. Dazu gehören der Leierkasten und das Orchestrion der Firma Bacigalupo aus Berlin, welches die Funktion eines 28-köpfigen Salonorchesters übernimmt. Weiterhin sind noch andere mechanische Musikmaschinen, wie Polyphone und Flötenuhren zu sehen, für die Ludwig van Beethoven und Wolfgang Amadeus Mozart speziell eigene Werke komponiert haben.
Unweit der Museumsinsel befinden sich die Atelierräume der Künstlergemeinschaft Gruppe 4. Hier haben sich Grafiker zusammengeschlossen, die fast alle an der Kunsthochschule Berlin-Weißensee studiert hatten und deren Durchschnittsalter 35 Jahre beträgt. Die Kamera zeigt die Künstler Klaus Segner, Gisela Röder, Axel Bertram, Thomas Schleusing und Hans-Joachim Schauß bei der Arbeit. Sie illustrieren Kinder- und Sachbücher, entwerfen Postkarten, Zeitschriften,  Buchumschläge, Münzen und Plakate.
An der Französischen Straße, im Französischen Dom befindet sich das kleinste Museum Berlins, das Hugenottenmuseum, welches ein Museum für französische und zugleich auch der deutschen Geschichte ist. Es gibt einen Einblick in das Schicksal der französischen Protestanten, die von ihrem Herrscher aus ihrer Heimat vertrieben wurden. Das Edikt von Potsdam gab ihnen in Berlin eine neue Heimat, wo sie einen großen Einfluss auf  das geistige Leben der Stadt hatten. 
Im Köpenicker Kunstgewerbemuseum befindet sich das Haldensteiner Zimmer, welches 1548 in der Schweiz entstanden ist und im 19. Jahrhundert nach Berlin verkauft wurde. Dieses Meisterwerk wird seit dem Frühjahr 1970 von Restauratoren wieder in den Originalzustand versetzt. Die 14 Intarsien sind die früheste Arbeit dieser Art diesseits der Alpen, hier fügen sich beste Hölzer in Tausenden Einzelstücken zu der Raumverkleidung zusammen. Das einst im Berliner Schloss befindliche Zimmer wurde glücklicherweise im Zweiten Weltkrieg ausgebaut, dadurch nicht zerstört und kann jetzt im Schloss Köpenick wieder seinen festen Platz finden. Ein Besuch in diesem traditionsreichen Museum, welches 1963 in Berlin-Köpenick eingezogen ist und eine hervorragende Sammlung des europäischen Kunsthandwerks aus mehreren Jahrhunderten beherbergt, lohnt sich jederzeit. 
Wieder zurück im Märkischen Museum wird ein Blick hinter die Ausstellungsräume geworfen. Im Magazin lagern viele Schätze und Zeitdokumente, die keinen Platz in den Ausstellungen finden. Besonders interessante Stücke finden wenigstens zeitweise den Weg in die Öffentlichkeit. Sicherlich wird es einmal der gezeigten Fayencensammlung aus dem 17. und 18. Jahrhundert einmal so ergehen, die zumeist im märkischen Raum entstanden ist und bisher in ihrer Geschlossenheit noch nicht ausgestellt war.
Ein Besuch beim Staatlichen Tanzensemble der DDR zeigt die jugendlichen Tänzerinnen und Tänzer bei ihren Proben am Hackeschen Markt zu dem Stück „Junges Leben im alten Schloss“ unter der Leitung der Choreografin Eva Stahlberg.
Der letzte Beitrag zeigt die Produktion einer Sandmann-Episode im Trickfilmstudio in Berlin-Mahlsdorf unter dem Leiter Gerhard Behrens. Die Kamera beobachtet die Puppenführerin Ursula Schulz, den Kameramann Achim Konang und den Ausstattungsleiter Harald Serowski bei ihrer langwierigen Arbeit, deren Ergebnisse vielen Kindern allabendlich eine große Freude bereiten.

## Produktion und Veröffentlichung
Berliner Miniaturen wurde auf ORWO-Color vom Deutschen Fernsehfunk gedreht und am 21. April 1971 im 2. Programm unter dem Sendetitel Berlin intim ausgestrahlt. Die erste nachweisbare Aufführung auf einer großen Leinwand erfolgte am 4. Oktober 2020 im Berliner Zeughauskino.